# Alessandro Talotti
Alessandro Talotti (* 7. Oktober 1980 in Udine; † 15. Mai 2021 ebenda) war ein italienischer Leichtathlet, der sich auf den Hochsprung spezialisiert hatte.

## Karriere
Alessandro Talotti wurde bei den Europameisterschaften 2002 Vierter im Hochsprungwettkampf. Ein Jahr später belegte er bei den Weltmeisterschaften den 16. Platz. Bei den Olympischen Spielen 2004 in Athen sprang er im Hochsprungwettkampf auf Rang 12. Bei seiner zweiten Olympiateilnahme in Peking 2008 wurde er 29. im Hochsprungwettkampf.
Auf nationaler Ebene wurde Talotti 2000 und 2004 Meister im Hochsprung.

## Privates
Seit 2017 war Talotti mit der Rollkunstläuferin Silvia Stibilj liiert. Im Oktober 2020 kam ihr gemeinsamer Sohn zur Welt. Das Paar heiratete am 7. Mai 2021. Nur wenige Tage später verstarb Talotti im Alter von 40 Jahren an Darmkrebs.